# Solocisquama erythrina
Solocisquama erythrina är en fiskart som först beskrevs av Gilbert, 1905.  Solocisquama erythrina ingår i släktet Solocisquama och familjen Ogcocephalidae. Inga underarter finns listade i Catalogue of Life.